# Jean Louis Rieul de Viefville des Essarts
Jean Louis Rieul de Viefville des Essarts, fils de Jean Louis de Viefville des Essarts, est un haut fonctionnaire français.

## Biographie
Auditeur auprès du ministre et la section de l’Intérieur le 12 février 1809, il devient auditeur en service ordinaire près le ministre et la section de l'intérieur en 1810, puis auditeur en service extraordinaire et sous-préfet de l'arrondissement d'Orange en 1811 et 1812, Auditeur de première classe.
Il est nommé préfet du Sègre, à partir de juin 1812, préfet de la Mayenne en novembre 1813, remplacé en juin 1814, préfet pendant les Cent-Jours du département du Mont-Blanc.
Il est disgracié par la Restauration et  ne retrouve un poste de préfet en Côte-d'Or qu'en 1830-1831.